# نيك جونسون (لاعب دوري الرغبي)
نيك جونسون (بالإنجليزية: Nick Johnson)‏ هو لاعب دوري الرغبي أسترالي، ولد في 18 ديسمبر 1990 في كينغستون أبون هال في المملكة المتحدة.